# Гачкодзьобий шуляк
Гачкодзьобий шуля́к (Chondrohierax) — рід яструбоподібних птахів родини яструбових (Accipitridae). Представники цього роду мешкають в Америці.

## Види
Виділяють два види:
- Шуляк гачкодзьобий (Chondrohierax uncinatus)
- Шуляк кубинський (Chondrohierax wilsonii)[5]

## Етимологія
Наукова назва роду Chondrohierax походить від сполучення слів дав.-гр. χονδρος — грубий і ἱεραξ — яструб.